# Ulotrichopus recchiai
Ulotrichopus recchiai är en fjärilsart som beskrevs av Emilio Berio 1979. Ulotrichopus recchiai ingår i släktet Ulotrichopus och familjen nattflyn. Inga underarter finns listade i Catalogue of Life.